# John-Erik Ekström
John-Erik Ekström, född 12 juni 1901 i Stockholm, död där 16 mars 1942, var en svensk väg- och vattenbyggnadsingenjör.
John-Erik Ekström var son till folkskolläraren John Alfred Ekström. Han avlade studentexamen vid Palmgrenska skolan 1920 och blev därefter 1921 student vid Tekniska högskolan. Efter avlagd civilingenjörsexamen som väg- och vattenbyggare 1925 fortsatte han med specialstudier vid Tekniska högskolan och var 1929-1935 lärare vid Stockholms tekniska institut i hållfasthetslära, mekanik och matematik. Åren 1920-1940 var han även assistent i grafostatik och hållfasthetslära och i byggnadsstatik vid Tekniska högskolan. Ekström blev 1933 teknologie doktor och docent i byggnadsstatik vid Tekniska högskolan. Han verkade som konsulterande ingenjör vid AB Fundament i Stockholm 1933-1934, vid ingenjörsfirman Kjessler & Mannerstråle 1936-1937 och blev tillförordnad professor i byggnadsstatik 1935. Från 1936 innehade han en egen ingenjörsfirma i Stockholm.